# Steffen Addington
Steffen Addington, (født 26. oktober 1966), er en dansk tonemester og filminstruktør.

## Filmografi
- Den utrolige historie om den kæmpestore pære (2017)
- Far til fire - på toppen (2017)
- Klassefesten 3 - Dåben (2016)
- Forældre (2016)
- Sameblod (2016)
- Albert (2015)
- Encounters (2014)
- Jul i Bakkekøbing (2013)
- Hokus Pokus Alfons Åberg (2013)
- Skytten (2013)
- Nordvest (2013)
- Olsen Banden på dybt vand (2013)
- Otto er et næsehorn (2012)
- Lille spejl på væggen der, eventyret om Snehvide (2012)
- Marie Krøyer (2012)
- Gummi T (2012)
- Thor - Legenden fra Valhalla (2011)
- Orla Frøsnapper (2011)
- Pas på pelsdyrene (2010)
- Olsen-banden på de bonede gulve (2010)
- Store Drømme (2009)
- Rejsen til Saturn (2008)
- 2900 Happiness (2007)
- Teenage mutant ninja turtles (2007)
- Den grimme ælling og mig (2006)
- H.C. Andersens eventyr (2004)
- Terkel i knibe (2004)
- Stuart Little 2 (2002)
- Tsatsiki - Venner for altid (2001)
- Anna (2000)
- Den blinde maler (2000)
- Den gale professor (1999)
- Tsatsiki, moren og politimanden (1999)